# Remus Radu
Remus Radu este un general român de informații, care a îndeplinit funcția de comandant al Unității Speciale de Transmisiuni "R" (actualul STS) din cadrul Ministerului Afacerilor Interne (16 martie 1987 - 11 ianuarie 1990).

## Biografie
El este inginer de meserie. În perioada 16 martie 1987 - 11 ianuarie 1990, a îndeplinit funcția de comandant al UM 0659 București (Unitatea Specială de Transmisiuni "R") a Ministerului de Interne, care avea în organigramă 230 de ofițeri, 100 de maiștri militari, 20 de subofițeri și 100 de civili .
Colonelul în retragere Remus Radu a fost înaintat la gradul de general de brigadă (cu o stea) la data de 31 mai 2000 .